# Миладжерд
Миладже́рд (перс. ميلاجرد‎) — небольшой город на западе Ирана, в провинции Меркези. Входит в состав шахрестана  Комиджан. По данным переписи, на 2006 год население составляло 8 928 человек.

## География
Город находится в восточной части Центрального остана, в горной местности, на высоте 1 652 метров над уровнем моря.
Миладжерд расположен на расстоянии приблизительно 70 километров к северо-западу от Эрака, административного центра провинции и на расстоянии 220 километров к юго-западу от Тегерана, столицы страны.